# Unbreakable: The Greatest Hits Volume 1
Unbreakable: The Greatest Hits Volume 1 е първият сборен албум на ирландската група „Уестлайф“, издаден през ноември 2002. Албумът достига номер 1 както във Великобритания, така и в Ирландия. Компилацията съдържа най-добрите песни на групата издадени до момента. Продаден е в общо 1,896,765 копия и получава шест пъти платинена сертификация. Издадени са общо 2 сингъла: Unbreakable и Tonight/Miss You Nights.

## Списък с песните

### Оригинален траклист
1. Swear It Again – 4:07
2. If I Let You Go – 3:41
3. Flying Without Wings – 3:36
4. I Have A Dream – 4:15
5. Fool Again – 3:53
6. Against All Odds – 3:21
7. My Love – 3:53
8. What Makes a Man – 3:52
9. Uptown Girl – 3:07
10. Queen of My Heart – 4:19
11. World of Our Own – 3:32
12. Bop Bop Baby – 4:30
13. When You're Looking Like That – 3:54
14. "Unbreakable – 4:33
15. Written in the Stars – 4:10
16. How Does It Feel – 4:19
17. Tonight – 4:32
18. Love Takes Two – 3:49
19. Miss You Nights – 3:11

### Бонус тракове
1. I Lay My Love on You (сменя „What Makes A Man“ в австралийското и азиатското издание) – 3:29
2. World of Our Own (US Mix, сменя „World of Our Own“ в азиатското издание) – 3:28
3. Flying Without Wings (с БоА, допълнителен трак в азиатското издание) – 3:36
4. Flying Without Wings (с Кристиан Кастро, допълнителен трак в испанското издание) – 3:36

### Допълнителен бонус диск
1. World of Our Own (US Mix) – 3:30
2. More Than Words – 3:58
3. Forever – 5:05
4. You Don't Know – 4:12
5. Интервю с Уестлайф – 5:00